# Live in Paris 1975
Pour les articles homonymes, voir Live in Paris.
Albums de Deep Purple
The Soundboard Series
(2001) Inglewood - Live at the Forum
(2001)
Live In Paris 1975 : La dernière séance est le troisième et dernier des lives de Deep Purple tiré des bandes de Made in Europe. Enregistré le 7 avril 1975, il est sorti en 2001.

## Liste des titres

### Disque 1
1. Burn (Blackmore, Coverdale, Lord, Paice) – 9:46
2. Stormbringer (Blackmore, Coverdale) – 5:12
3. The Gypsy (Coverdale, Blackmore, Lord, Paice) – 6:11
4. Lady Double Dealer (Blackmore, Coverdale) – 4:35
5. Mistreated (Blackmore, Coverdale) – 12:49
6. Smoke on the Water (Blackmore, Gillan, Glover, Lord, Paice) – 11:10
7. You Fool No One (Blackmore, Coverdale, Lord, Paice) – 19:30

### Disque 2
1. Space Truckin'  (Blackmore, Gillan, Glover, Lord, Paice) – 21:21
2. Going Down (Don Nix) – 5:19
3. Highway Star (Blackmore, Gillan, Glover, Lord, Paice) – 11:33

## Musiciens
- Ritchie Blackmore : guitare
- David Coverdale : chant
- Glenn Hughes : basse, chœurs
- Jon Lord : claviers
- Ian Paice : batterie